# Tromboksan
Tromboksan je član familije lipida poznatih kao eikozanoidi. Dva glavna tromboksana su tromboksan A2 i tromboksan B2.
Tromboksan je dobio ime po svojoj ulozi u formiranju ugrušaka (trombozi).

## Produkcija
Tromboksan-A sintaza, enzim nađen u trombocitima, konvertuje derivat arahidonske kiseline prostaglandin H2 do tromboksana.

## Mehanizam
Tromboksan deluje pute vezivanje za tromboksanske receptore, G-protein spregnute receptore koji vezuju G protein .

## Funkcije
Tromboksan je vazokonstriktor i potentan hipertenzivni agens. On posreduje agregaciju trombocita.
On je u homeostaznom balansu u cirkulatornom sistemu sa prostaciklinom, i srodnim jedinjenjima. Mehanizam sekrecije tromboksana is trombocita nije poznat.

## Literatura
1. ↑  Abe T, Takeuchi K, Takahashi N, Tsutsumi E, Taniyama Y, Abe K (1995). „Rat kidney thromboxane receptor: molecular cloning, signal transduction, and intrarenal expression localization”. The Journal of Clinical Investigation. 96 (2): 657—64. PMC 185246 . PMID 7635958. doi:10.1172/JCI118108.

## Spoljašnje veze
- Thromboxanes на 